# 美國國會聽證會
美國國會聽證會（英語：United States congressional testimony，又稱美國國會公證會）是美國國會在初步研擬立法政策時收集與分析各界意見資料或調查事件的一種正式而主要的方法。同意權聽證會（一種參議院特有的聽證會）、立法聽證會、監督聽證會、調查聽證會或者由前者合併舉行的聯合聽證會，皆有相同的準備流程與規則。聽證會通常包含證人的口述證詞及國會議員對證人的質詢。

## 聽證會類型

### 立法聽證會
委員會會為了可能成為公開法條的措施或公共議題，舉行立法聽證會。立法聽證會提供一個可以讓來自不同背景的證人表達事實與意見的論壇，證人包括國會成員、政府官員、利益團體及學者精英。所以公民的權益也可能直接或間接的被提出的意見所影響。

### 監督聽證會
監督聽證會是用來複審或研究一個法條、議題或活動，並且常聚焦於聯邦計畫的品質及政府官員的表現。
此聽證會也協助確保行政單位在執行法律時能符合立法原意及行政政策能反映公共利益。
監督聽證會時常在追求政府運作效率、效能與經濟性的提升。
監督工作在委員會中佔了主要的分量，舉例來說，在1996年5月8日這一天裡，美國參議院能源和自然資源委員會為了探討近日油價的上揚舉行了監督聽證會，政府事務委員會為了美國國稅局相關事務舉行了監督聽證會，美國參議院衛生、教育、勞工和退休金委員會為了實施家庭與醫療假法舉行了監督聽證會，美國參議院印地安原住民事務委員會為了最近涉入印第安人賭博的一個最高法院案件舉行了監督聽證會。許多委員會監督相關立法聽證會中既有的計畫，或者在例行再授權一個計畫時扮演監督的腳色，所以監督聽證會可能會與立法聽證會一併舉行。

### 調查聽證會
調查聽證會與立法及監督聽證會有著一些共同的特徵，不同之處在於舉行此種聽證會是為了表達國會要調查的決心，通常是在於政府官員在執行其政府職能有錯誤之嫌疑或公民活動表達需要立法補救之時。國會的調查職權是廣泛的，並且從早期共和制度之時開始已經行之有年。在美國歷史中最具指標性的調查有美國信貸公司醜聞、蒂波特山醜聞、陸軍-麥卡錫聽證會、水門事件及伊朗門事件。因此調查聽證會往往幫助立法機關去揭露問題的所在。另外，司法行動將可能優先於國會的調查，或與聽證會同時進行，或遵循聽證會調查結果採取行動。

### 同意權聽證會
為總統提名而舉辦的同意權聽證會是為了實現憲法賦予參議員之諮詢與同意（英語：advise and consent）的職責，每個參議院委員會在不超過本身權責範圍之下舉辦對總統提名案有其行政及司法之地位的同意權聽證會，這些聽證會往往提供人們一個監督被提名人部門與機構的機會，而大部分的同意權聽證會是例行性的，有些則是為了任命與提名有爭議性而額外舉行的。類似的，在憲法的規定之下參議院也必須對行政單位與外國政府簽訂條約的批准與否實行同意權。舉例來說，在1999年10月，美國參議院外交委員會與美國參議院軍事委員會對於全面禁止核試驗條約召開了聽證會，在同一年美國參議院外交委員會也開了有關於批准與愛沙尼亞、委內瑞拉、丹麥等多國的稅務條約舉辦了聽證會。雖然這種聽證會並不如所謂的同意權聽證會那麼多，但這些聽證會讓參議院能依其憲法賦予的權利義務在公共政策的領域扮演重要的角色。

### 現場聽證會
現場聽證會是在美國國會所在的華府之外的地點舉行的國會聽證會。

## 傳喚與取證
大部分的人都會對被邀請作證給予善意的回應，因為他們相信這是溝通與表達自身對於一個公共政策議題的一個難得的機會。然而如果有人經邀請而仍然不出席，委員會或者小組委員會可採取發出傳票的方式傳喚出席。傳喚並不限定於人，委員會也可以傳喚信件、書籍、報告或其他文件。聽證會並不常發出傳票，而大多數傳票通常是在舉行調查聽證會時發出的。

## 外部連結
维基共享资源上的相關多媒體資源：美國國會聽證會